# 1.FFCトゥルビネ・ポツダム
1.FFCトゥルビネ・ポツダム (1. FFC Turbine Potsdam) は、ドイツのブランデンブルク州ポツダムを本拠地とする女子サッカークラブである。2021-22シーズンは女子ブンデスリーガ1部所属。

## 歴史

### 1971-1978年：クラブの誕生
東ドイツ時代の1955年設立されたスポーツクラブ、BSG (Betriebssportgemeinschaft)トゥルビネ・ポツダムが前身である。当初は男子チームのみが存在したが、あまり高いレベルのチームではなかった。
1970年暮れ、ポツダム運営母体であるエネルギー供給社の社員だったベルント・シュレーダー(Bernd Schröder)が、社内黒板に次の内容の文書が掲示されているのを発見した - 「1971年3月3日に女子サッカーチームを設立予定」。誰がこの文書を作成し掲示したのかは未だに明らかになってはいない。
文書に記された通り、1971年3月3日に女子チームが設立され、シュレーダーが初代監督に就任した。同年5月25日、初めての試合に臨んだポツダムは、3-0で勝利をおさめる。1年後は地域の大会でチャンピオンとなった。
その後シュレーダーは上級職に昇進し、新加入選手の仕事面などで便宜を図る事ができるようになった。所属クラブで競技を続けられなくなった元陸上選手たちに着目し、サッカーへの転向を勧めたりしていたという。

### 1979-1990年：ブンデスリーガ参入前
1979年、BSGの女子サッカーチームによる非公式大会が開催された。ポツダムは大会で優勝の本命と目されたが、決勝トーナメントで敗れてしまう。翌1980年度大会でも決勝トーナメントを勝ち上がる事はできなかった。
1981年、大会に臨むにあたり、シュレーダーと選手たちはバルト海近郊にてトレーニング・キャンプを行った。予選の段階では、プレッシャーの影響もあってか苦しい試合が続いたが、決勝トーナメントでは無敗のまま優勝。選手ひとりひとりに各50マルクの報奨金が至急され、シュレーダーは「社会主義活動家」として表彰を受けた。
続く1982年、1983年と連覇を重ねた。同時にクラブの知名度が国外でも上がり、オランダやイタリアの大会から招待されるようになった。しかし資本主義国への出国をBSGが禁止していたため、クラブは招待を受ける事ができなかった。
また共産主義国で開催された大会でも、もし資本主義国のクラブが出場している場合は、大会への参加許可が降りなかった。そのためハンガリーで開催された大会に出場する際、シュレーダーは主催者に、参加予定チームの変更を要請した。主催者はオーストリアとユーゴスラビアのクラブを外し、ブルガリアとチェコスロバキアのクラブを出場させた。シュレーダーと選手たちは、ドイツ社会主義統一党の党員が同行する形でハンガリーに入国した。大会への出場はできたものの、シュレーダーは1年間、BSGより海外大会への参加禁止処分を受けた。
処分解除後、ポツダムはポーランドで開催された大会に招待される事になった。この時もシュレーダーは参加予定チームの変更要請を行っている。遠征時にはまたもやドイツ社会主義統一党の党員が同行した。党員は主催者であるポーランドのクラブに、西ヨーロッパ側のクラブを参加させずに帰国させるよう強制した。妥協案として主催者クラブとの親善試合が行われた。帰国後BSGから、追って通知があるまで、無期限の海外遠征を禁止する処分が下される。
1989年、ポツダムは6回目にして最後のBSG女子サッカー大会のチャンピオンとなった。しかしそれは、クラブの最初の黄金期の終焉前の最後の輝きでもあった。選手たちが相次いで引退し、またベルリンの壁崩壊に伴う社会体制の激変の中で、運営母体のエネルギー供給社が経営難に陥った。1990年、クラブはSSVトゥルビネ・ポツダムとなって再スタートを切る。屋内での大会に出場し、旧西ドイツのチームと試合をした。これがSSVとなってからの初試合である。
この頃旧東ドイツの男子選手たちは、次々と旧西ドイツ側のクラブへと流出していった。対して女子選手は、その大半はそのままとどまったという。
1991年、ポツダムはシーズンを終えたが3位の成績に終わり、ブンデスリーガへの参入権を得る事ができなかった。

### 1991-1997年：クラブの危機とブンデスリーガ参入
ポツダムは2部にあたるオベルリーガ・ノルドスト(Oberliga Nordost)で優勝したものの、ブンデスリーガへの参入決定プレーオフで敗退してしまった。1992年、シュレーダーは21年間務めた監督職を退き、クラブのマネージャーに就任した。クラブの財政難は深刻で、アウェー遠征の費用の工面すら危ぶまれる程であった。多くの選手たちも職を失った。
ペーター・ラウナッハ(Peter Raupack)がシュレーダーの後を引き継ぎ、監督に就任したが、クラブでは成功を収める事ができず、1年でフランク・ランゲに交代した。ランゲ監督はクラブを優勝へと導いた。ヴァッテンシャイト09との試合で3-2で勝利を収め、ついにポツダムはブンデスリーガへの参入権を得る事ができた。
ブンデスリーガでの参入初年度の成績は散々であった。ホームでルメルン・カルデンハウゼン(FC Rumeln-Kaldenhausen、現FCR2001デュースブルク)相手に0-11のスコアで惨敗したのを皮切りに、チームは試合毎に敗北を積み重ねる事になってしまった。
1994年の暮れ、ポツダムはVfBライネ(VfB Rheine)と試合を行う事となった。この時シュレーダーはライネのマネージャーであるアルフレート・ヴェルナーに、この試合でポツダムが負けたらランゲを解任すると話した。ポツダムはライネ戦に敗退したが、記者会見では何も起こらなかった。シュレーダーはランゲと二人きりでクラブの状況について話し合いたかったが、その希望はかなわなかった。ジャーナリストや選手たちが二人を取り囲んだのだ。結局シュレーダーは逃げられなくなり、ランゲを解任した。
かつてポツダムでプレーしたザビーネ・ザイデル(Sabine Seidel)がコーチとしてクラブに戻ってきた。ウィンターブレイク期間に、3人のロシア人選手も獲得した。残留争いに苦しみながら、その年度は北ブロックで6位の成績を収めた。
クラブは西ベルリン出身のローター・ミュラー(Lothar Müller)を新監督に迎えた。テニス・ボルシア・ベルリンの選手をはじめ、西ベルリン出身の選手たちもクラブに加入した。このため守備面では改善が見られるようになったものの、
1994-95年度も、6位でシーズンを終えた。
1996-97年度は、複数の地域別ブロックに分かれてのブンデスリーガ開催の最終年度となった。翌年度から各ブロックを統合し、全国1リーグ化する事が決定。新リーグにストレートに参加するためには、各ディヴィジョンで上位4位以内に入らなければならなかった。激しい成績の上下を繰り返した末、ポツダムは5位でリーグ戦を終えたものの、参入決定プレーオフを勝ち抜き、翌年度のブンデスリーガ参入権を得る事ができた。同年度開催の女子DFBポカールでは、クラブ史上初のベスト4にまで進出したが、準決勝でアイントラハト・ライネ(旧名VfB)に2-3で敗退し、タイトル獲得はならなかった。シーズン終了後、クラブはエカルト・デュビーガー(Eckart Düwiger)が、翌年度からの新監督となると発表した。デュビーガーはクラブ初のプロ契約の監督である。

### 1997-2005年: 栄光への長い道程

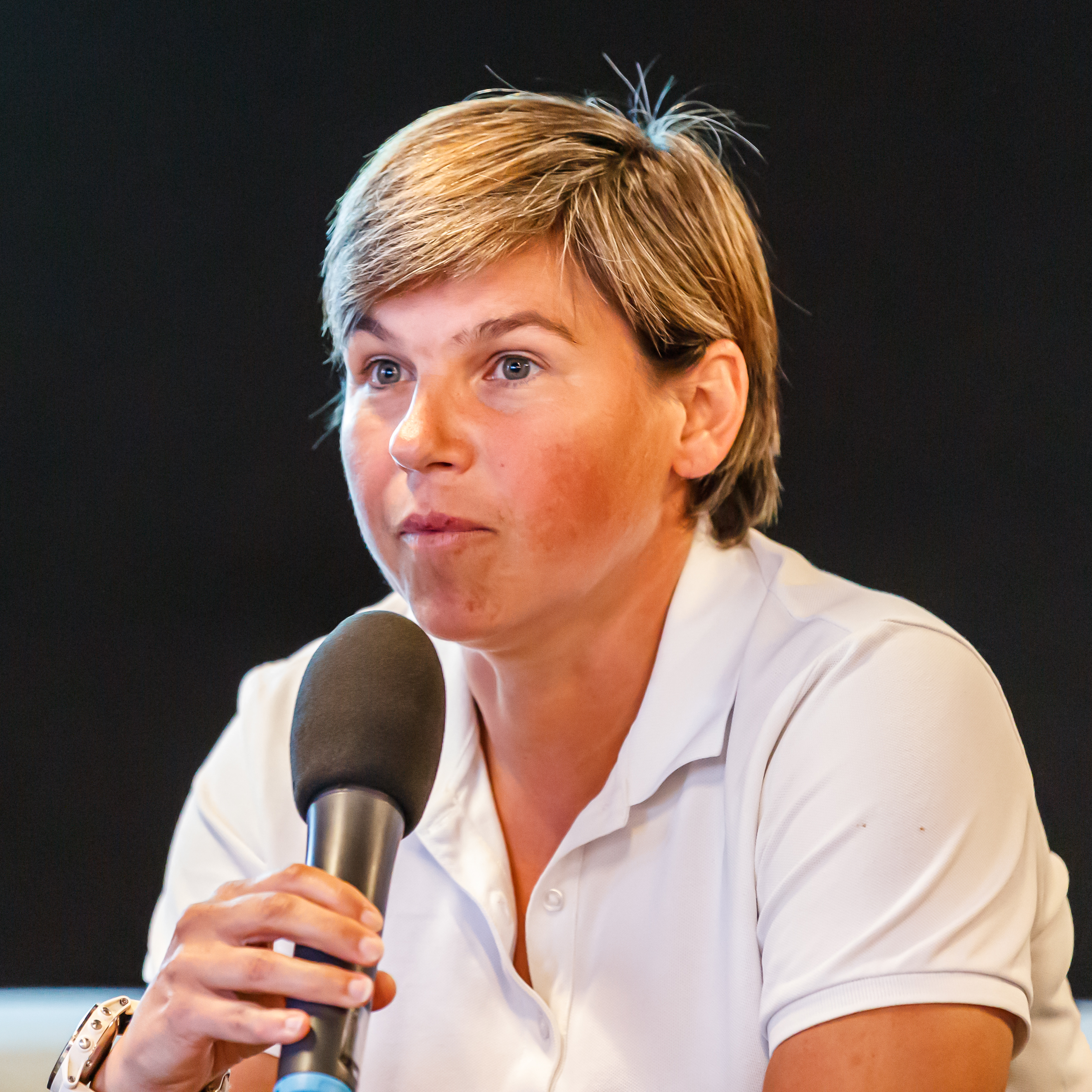
アリアーネ・ヒングストは2000年より7年間主将を務めた

ポツダムはヘルタ・ツェーレンドルフ (Hertha Zehlendorf)からアリアーネ・ヒングスト (Ariane Hingst)を獲得した。しかしヒングストがチームメートと距離を置き続けたため、彼女がチームに溶け込むのは容易ではなかった。彼女は実はドイツの「東側」には行きたくなかったのだ。
クラブのメインスポンサーが破産してクラブの状況は変わり、デュビーガーに給料を払えなくなってしまった。そのためデュビーガーは監督を辞任し、シュレーダーが再び監督に就任した。またコニー・ポーラーズ (Conny Pohlers)が、1997-98年度のシーズン中にTuSニーデルキルヒェン(現1.FFC08ニーデルキルヒェン)から加入し、ポツダムはそのシーズンを6位の成績で終えた。
1999年3月12日、SSVトゥルビネ・ポツダム女子チームは、独立して新規チームを結成する事となった。4月1日、現行の1.FFCトゥルビネ・ポツダムが設立された。
1998-99年度のその年のシーズン成績は4位であった。シーズン中、同年度のリーグ優勝チームである1.FFCフランクフルトとの伝説に残る対決があった。前半4-0でフランクフルトがリードしていたところ、後半でポツダムが巻き返し、4点を取って引き分けに持ち込んだのだ。現在ブンデスリーガ名物となっている、フランクフルトとポツダムとの、ライバル関係の始まりともなる試合だった。
またポツダムは、同年度の女子DFBポカールで、2度目となる準決勝進出を果たしたが、デュースブルクに2-0で敗れた。
20世紀最後のシーズンとなった1999-2000年度は、4位でシーズンを終える。
2000-01年度より、アリアーネ・ヒングストがチームの主将に指名された。彼女は2007年にクラブを退団するまで主将を務める事となる。シュレーダーはリスクを払ってこの決定を下した、ヒングストに、クラブにおいてより多くの責任を担って欲しいと望んでいたからだ。
15歳でポツダムのユースチームに加入し、ユースの大会でバイエルン・ミュンヘンから7-1のスコアで勝利した時のメンバーだったフィオラ・オデブレヒト (Viola Odebrecht)が、同年度からレギュラーを獲得した。
2000-01年度シーズンが終了した時、ポツダムはリーグ2位となった。
3度目の女子DFBポカール準決勝にも臨んだが、FFCフレシャイム=ヒーレン(FFC Flaesheim-Hillen)相手にPK戦で敗れてしまい、またも決勝進出を逃してしまった。
2001-02年度。ドイツ代表でもあるナディネ・アンゲラーが加入した。コニー・ポーラーズは27ゴールを挙げ、クラブ初のリーグ得点王となった。女子DFBポカールでポツダムは4度目となる準決勝進出を果たした。ところが今大会でも決勝進出はかなわなかった。ハンブルガーSV相手に3-2のスコアで敗れてしまったのだ。
ポツダムは補強に乗り出した。ペトラ・ヴィンベルスキ (Petra Wimbersky)、ナフィーナ・オミラデ (Navina Omilade)、アーニャ・ミッタークらが、シーズンオフに加入した。
当時レギオナルリーガ北 (現在のブンデスリーガ2部北に相当)所属のハンブルガーSVに敗れた事は衝撃であったが、幸いにもこの年度、リーグ戦での成績は良く、ポツダムは優勝争いに加わっていた。
2002年6月16日 、シーズン最終節の日。1.FFCフランクフルトが、ホームスタジアムのカール・リープクネヒト・シュタディオンに乗り込んできた。フランクフルトはこの年度の女子DFBポカールで優勝、更にリーグ優勝もかかっていた。7,900人もの観客が見守る中 (これはブンデスリーガにおける1試合での最多観客動員記録となった)、試合は行われた。この試合はテレビで生中継もされた。89分、ペトラ・ヴィンベルスキが得点をあげ、観客は歓喜した。
しかし副審が旗を掲げていた…オフサイドの判定。ポツダムは自らのホームスタジアムでフランクフルトに優勝される屈辱を味わった。
2003年。ナディネ・アンゲラー、フィオラ・オデブレヒト、アリアーネ・ヒングスト、そしてコニー・ポーラーズの4人がドイツ代表に選出され、アメリカで開催された2003 FIFA女子ワールドカップに出場。彼女たちは優勝を手土産に戻ってきた。
女子DFBポカールでの苦しみは続いた。2002-03年度の同大会では、ハンブルガーSVと1回戦で対戦して0-2のスコアで敗退、またも煮え湯を飲まされる事となった。
2003-04年度大会。ポツダムは初戦のアレマニア・アルトデベルン (Alemannia Altdöbern)戦を14-0で勝利、2回戦でハンブルガーと対戦した。
ポツダムはハンブルガーに先制点を挙げられ、0-1でリードされたまま試合終了の時が近づいてきた。その時、フィオラ・オデブレヒトが放ったシュートがそのままハンブルガー側のゴールマウスに。同点に追いつき、試合は延長戦に突入した。イェニファー・ツィーツが延長戦で決めたゴールにより、ポツダムはようやくハンブルガーに勝利する事ができた。
ポツダムは準々決勝のSC07バット・ノイエナールとの試合を3-0で勝利。鬼門の準決勝、FFCブラウヴァイラー・プルハイムとの試合も3-0で勝利してクラブ史上初となる決勝戦に進出した。対戦相手はポツダム最大のライヴァル、1.FFCフランクフルト。
約30,000人の観客が見守る中、キックオフの笛が吹かれた。試合は終始ポツダムが試合を支配する展開となり、ポーラーズ、ツィーツ、ミッタークのゴールで3-0で勝利、ポツダムは初の女子DFBポカール優勝を決めた。
またその年のウィンターブレイク期間には、女子DFBハレンポカール (DFB-Hallenpokal der Frauen)でもチャンピオンとなった。
一方リーグでは勝利から勝利を渡り歩く状態だった。FCR2001デュースブルクに3-1で勝利したポツダムは、最終節を前にした時期、1.FFCフランクフルトに勝ち点で1上回っていた。ポツダムとフランクフルトとの直接対決は、優勝チームがこれで決まるという大一番の試合となった。4,800人もの観客が見守る中、ポツダムは7-2のスコアでフランクフルトを下し、東西ドイツが統合されて以来、旧東ドイツのクラブとして初のブンデスリーガチャンピオンとなった。これにともない、ポツダムはUEFA女子カップへの出場権も得る。
UEFA女子カップにおいてもポツダムは快進撃を続け、初出場ながら決勝戦へと駒を進めた。決勝戦での相手は、スウェーデン・ダームアルスヴェンスカンから参戦したユールゴルデン＆アルヴシェ。第1戦はストックホルム・オリンピアスタディオンで行われ、2-0でポツダムが勝利。ホームで開催された第2戦も、早い時間帯にコニー・ポーラーズとペトラ・ヴィンベルスキがゴールを決めていた事もあり、3-1で勝利した。2試合の結果、合計点5-1でポツダムが優勝。クラブ創立以来最大の栄誉を得る事となった。またこの試合で、ホームゲームにおける最多観客動員となる8,700人がスタジアムに詰掛けた。
ポツダムは女子DFBポカール、女子DFBハレンポカールでも優勝を決めた (どちらも1.FFCフランクフルトを破って)ものの、リーグ戦では第3位に終わってしまった。

### 2005年-: 再建、そして再び頂点へ
2005-06年度のリーグは、1.FFCフランクフルトが長く首位にあったが、SCフライブルク戦で敗れてからポツダムが代わって首位に躍り出た。フランクフルト戦での6-2での勝利 (6点中4得点はポーラーズが挙げた)などの末、ポツダムはリーグ2連覇を達成。ポーラーズもシーズン中36得点を挙げ、2度目となる得点王に輝いた。女子DFBポカール決勝戦でもフランクフルトと対戦し、2-0で勝利して3連覇を達成したが、UEFA女子カップ決勝戦では逆にフランクフルトに優勝を譲る事となった。
2006-07年度。シーズン終了後、ペトラ・ヴィンベルスキが退団してフランクフルトへ移籍。入れ替わりにフィンランド代表のエッシー・サイニオ (Essi Sainio)が加入した。
ヴィンベルスキの退団は、昨年度まで栄誉の中にあったポツダムの、転落の序章となった。
2006年10月22日に行われた、女子DFBポカールの2回戦。シードによりポツダムは2回戦からの参戦となったが、デュースブルク相手に2-3で敗北。前年度チャンピオンでありながら初戦敗退の憂き目に遭った。
更に追い討ちをかけるように、翌2007年の3月、主将をつとめてきたアリアーネ・ヒングストが、スウェーデンのユールゴルデンに移籍。更にナフィーナ・オミラデとコニー・ポーラーズが今シーズン終了後、契約を更新しない旨が発表され、シュレーダーはファンからの批判の的にさらされた。
シュレーダーは退団予定の選手たちをベンチに下げ、代わりに若い選手を起用する事にした。白羽の矢が立ったのは、18歳のバベット・ペーターと、16歳のビアンカ・シュミットであった。この采配は当たり、ポツダムは終盤の13試合を無敗のまま通し、シーズン終了後には3位に食い込んだ。しかし1.FFCフランクフルトとFCR2001デュースブルクの優勝争いからは大きく引き離された翌2007-08年度もポツダムはリーグを3位の成績で終えたものの、勝ち点フランクフルトの54、デュースブルクの53から大きく引き離されていた (勝ち点数38)。
2008-09年度開幕前に、ポツダムはノルウェー代表のストライカー、レニ・ラーセン＝カウリン(Leni Larsen Kaurin)を迎えた。また2005年に渡米して以来、複数のチームでプレーしていたフィオラ・オデブレヒトがチームに戻ってきた。この年のポツダムは、1.FFCフランクフルトに負傷者や引退選手が多発した事で調子を崩している間に、バイエルン・ミュンヘンやFCR2001デュースブルクと熾烈な優勝争いを演じた末、3年ぶりにリーグチャンピオンの座についた。特にバイエルン・ミュンヘンとは、勝ち点数54で同数、得失点差もポツダム48、バイエルン47という1ポイント差を争う激闘であった。女子DFBポカールでは決勝戦まで進出したものの、UEFA女子カップで優勝し、勢いに乗っていたデュースブルク相手に0-7のスコアで敗北するという失態を演じている。
2009-10年度は、バイエルン、デュースブルクともども、第1回のUEFA女子チャンピオンズリーグに出場し、前身のUEFA女子カップを含めて2度目の優勝を果たした。

## スタジアム

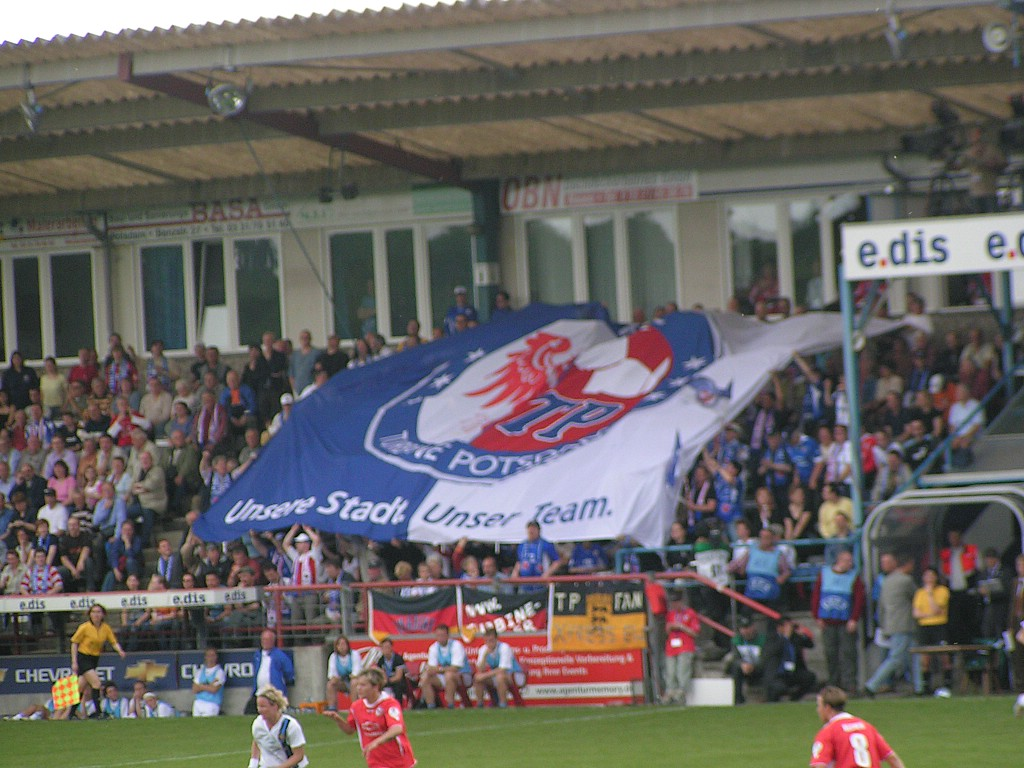
カール・リープクネヒト・シュタディオン

ホームスタジアムのカール・リープクネヒト・シュタディオン (Karl Liebknecht Stadion)はバーベルスベルクが所在地であり、男子のレギオナルリーガ北ブロック所属チーム、SVバーベルスベルク03と共有している。

## タイトル

### 国内タイトル
- ブンデスリーガ: 6回
  - 2003-04, 2005-06, 2008-09, 2009-10, 2010-11, 2011-12
- 女子DFBポカール: 3回
  - 2004, 2005, 2006
- 女子DFBハレンポカール: 7回
  - 2004, 2005, 2008, 2009, 2010, 2013 ,2014
- 東ドイツ・BSG女子サッカー大会: 6回
  - 1981, 1982, 1983, 1985, 1986, 1989

### 国際タイトル
- UEFA女子チャンピオンズリーグ: 2回
  - 2004-05, 2009-10

## 現所属選手
2022年9月21日現在
注：選手の国籍表記はFIFAの定めた代表資格ルールに基づく。
| No. | Pos. |                | 選手名                           |
| --- | ---- | -------------- | -------------------------------- |
| 4   | DF   | イスラエル     | イレーナ・クズネツォフ           |
| 6   | MF   | オーストリア   | マリア・プラットナー             |
| 7   | MF   | 日本           | 京川舞                           |
| 8   | FW   | ドイツ         | ラウラ・ラドケ                   |
| 9   | FW   | ドイツ         | パウリーヌ・ドイチェ             |
| 10  | FW   | デンマーク     | カロリーヌ・スミット・ニールセン |
| 11  | MF   | ドイツ         | ジェニファー・クラマー           |
| 13  | DF   | ドイツ         | エイミー・クーニッヒ             |
| 14  | FW   | ドイツ         | ソフィー・ワイダウアー           |
| 15  | DF   | アメリカ合衆国 | エイドリアン・ジョーダン         |
| 16  | DF   | ドイツ         | マヤ・ハーン                     |
| 17  | FW   | ドイツ         | ヴィクトリア・シュヴァルム       |
| 18  | DF   | ドイツ         | ウィブケ・マイスター             |

| No. | Pos. |              | 選手名                       |
| --- | ---- | ------------ | ---------------------------- |
| 19  | MF   | ドイツ       | アリサ・グリンチェンコ       |
| 20  | MF   | イスラエル   | ノア・セリムホジッチ         |
| 21  | MF   | ドイツ       | アンナ・ゲルハルト           |
| 22  | GK   | ドイツ       | ジル・フレーゼ               |
| 23  | DF   | フランス     | テニンソン・シソコ           |
| 25  | FW   | アイルランド | アンバー・バレット           |
| 26  | MF   | ポーランド   | マルティナ・ヴィアンコウスカ |
| 27  | MF   | ドイツ       | ノエミー・ジェンタイル       |
| 28  | FW   | スロベニア   | アドリアナ・モリ             |
| 29  | DF   | ナイジェリア | オニイニチ・ゾグ             |
| 30  | GK   | ドイツ       | ヴァネッサ・フィッシャー     |
| 41  | GK   | ドイツ       | アンナ・ヴェルマン           |

## 歴代所属選手
- ナディネ・アンゲラー (2001-2007)
- アーニャ・ミッターク (2002-2006, 2007-2011)
- ナディネ・ケスラー (2009-2011)
- ファトミレ・バイラマイ (2009-2011)
- 永里優季 (2010-2013)
- 永里亜紗乃 (2013-2016)